# Dick Rutan
Pour les personnes ayant le même patronyme, voir Rutan.
Richard Glenn Rutan, dit Dick Rutan, né le 1er juillet 1938 à Loma Linda (Californie) et mort le 3 mai 2024 à Coeur d'Alene (Idaho), est un aviateur américain, pilote du Voyager lors du premier tour du monde sans ravitaillement et sans escale en avion, battant également le record de durée de vol, en compagnie de Jeana Yeager.

## Biographie
Dick Rutan est le frère de l'ingénieur aéronautique Burt Rutan.

#### Après la guerre

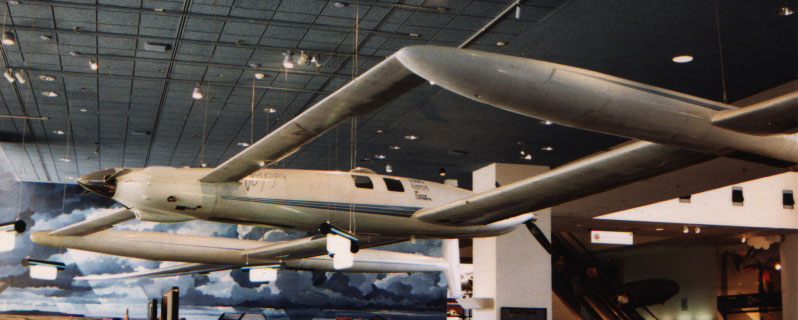
Le Voyager piloté par Dick Rutan et Jeana Yeager, conçu par Burt Rutan.

## Distinctions
- 5 Distinguished Flying Cross
- 16 Air Medal
- Silver Star
- Presidential Citizen Medal
- Purple Heart
- National Aviation Hall of Fame

## Publication
- L'histoire fabuleuse de Voyager, Jeana Yeager et Dick Rutan, Albin Michel, 1988